# Ernst Udet
El Coronel General Ernst Udet (26 d'abril, 1896 – 17 de novembre, 1941) fou el segon as alemany amb més victòries de la Primera Guerra Mundial. Fou un dels asos més joves de la guerra i també l'as amb més victòries alemany a sobreviure a la guerra (amb 22 anys). Les seves 62 victòries el deixaven només per darrere de Manfred von Richthofen, el Baró Roig, el seu comandant al Flying Circus.

## Primers passos

### De la motocicleta a l'avió
Nascut a Frankfurt am Main, Udet va créixer amb un temprament feliç i despreocupat a la ciutat bavaresa de Múnic. Fascinat per l'aviació des de ben petit solia passar l'estona prop d'una fàbrica d'avions i d'un destacament de l'exèrcit de l'aire alemany (en aquest moment principalment d'aeronaus). Després d'accidentar-se amb un aeroplà que ell i un amic havien construït, finalment volà de veritat en una prova pilot per a la fàbrica Otto Works, la qual visitava sovint, el 1913.
El 2 d'agost de 1914 intentà allistar-se a l'exèrcit, però al mesurar 1,6 m no va ser acceptat. Al mateix agost, quan la Allgemeiner Deutscher Automobil-Club cercà voluntaris amb motocicleta, Udet aplicà i fou acceptat. El pare d'Udet li havia regalat la seva motocicleta quan Ernst havia aprovat els exàmens del seu últim any. Conjuntament amb 4 amics, Udet fou destinat amb la 26a Divisió de Reserva de Württemberg com a missatger. Després de prendre mal en un accident amb la seva motocicleta, Udet anà a l'hospital militar. Més tard va decidir servir al dipòsit de Namur. En aquest temps, Udet va contactar amb oficials del sector militar aeri de Chauny els quals recomanaven a Udet allistar-se com a observador. Tot i això, abans de rebre les seves ordres per a ser destinat cap a Chauny, l'exèrcit dispensà als motociclistes voluntaris i fou enviat altre cop a reclutament.
Udet tornà a intentar en va de ser reclutat, però no fou acceptat com a pilot ni tan sols per als entrenaments a mècanics oferts per l'exèrcit. Aviat s'adonà però, que si fos un pilot entrenat, entraria immediatament a les forces aèries. D'aquesta manera, gràcies a un amic de la família, Gustav Otto, amo de la fàbrica que havia rondat de jove, Udet va rebre entrenament de vol. L'entrenament li costà 2000 marcs i un bany nou fet per l'empresa de son pare. Udet va obtenir la llicència de pilot civil a finals de l'abril de 1915 i conseqüentment entra a l'exèrcit de l'aire alemany.

## Carrera militar

### Com a observador
Inicialment, Udet volà en la Flieger-Abteilung 206, una unitat d'observadors, com a pilot Unteroffizier (Sergent) amb l'observador el Tinent Bruno Justinius. Ell i el seu observador guanyaren la Creu de Ferro de segona i primera classe respectivament en tornar sans i estalvis després que un cable de l'ala del seu Aviatik B.I biplaça s'hagués trencat. Justinius sortí de la cabina i subjectà l'ala per a no perdre l'estabilitat podent tornar així, en lloc d'aterrar i permetre que els capturessin. Com a resultat del problema amb l'estructura de l'Aviatik que causà a Uset i Justinius d'haver de protagonitzar aquesta gesta, i d'un incident similar que li costà la vida al Tinent Winter, i al Vizefeldwebel Preiss, l'Aviatik B. I fou retirat de servei.
Més tard, Udet va tindre un consell de guerra per haver accidentat el seu aparell en un incident que l'exèrcit considera de falta de judici. L'aparell, sobrecarregat amb combustible i bombes, s'amorrà a terra poc després de despegar. Miraculosament, tant Udet com el seu company van sobreviure. Udet fou arrestat durant set dies.
En el camí cap al cos de guàrdia, se li requerir pilotar al Tinent Hartmann per a observar un bombardeig sobre Belfort. Una bomba tirada amb la mà pel tinent, s'encallà al sistema d'atterratge. Udet maniobrà i feu acrobàcies per a desempallegar-se de la bomba. Tan bon punt l'oficial al càrrec se n'assabentà, el transferí a comandància d'una unitat de caces. Això fou a principis de 1916.

## Pilot de caça
A Udet li fou proporcionat un nou Fokker per a volar amb la seva nova unitat, Flieger Abteilung 68 (FA 68), a Habsheim, però al tenir deficiències mecàniques, s'accidentà amb un hangar al despegar. De manera que li fou enviat un altre aparell més antic. El seu primer combat a Habsheim fou un autèntic desastre. Després de situar-se a la cua d'un Caudron francès, s'adonà que era incapaç de prémer el gallet, i finalment essent atacat pel mateix francès. Una bala li roçà la galta i li destrossà les ulleres.
A partir de llavors, va aprendre a atacar agressivament i aconseguí un gran nombre de victòries, abatent el seu primer oponent el 18 de març de 1916. En aquesta ocasió, va maniobrar per atacar dos aparells francesos, però es topà amb una formació de 23 aparells. Entra en combat des de darrere més amunt, descendint a tot gas amb el seu Fokker D.III, i obrint foc sobre un Farman F.40 a curta distància. S'allunyà del bombarder en flames i fumejant, per veure com l'observador queia des del seient posterior de l'aparell abatut. Udet ho va descriure així: "El fuselatge del Farman passà per sota meu com una torxa gegant... Un home, els seus braços i cames s'obriren com si fos una granota, caient...era l'observador. En aquell moment, no penso en ells com si fossin homes. Només sento una cosa: la victòria, el triomf, la victòria." Aquesta victòria li reportà a Udet la condecoració de la Creu de Ferro de primera classe.
Aquell any, el FA 68 es transformà en el Kampfeinsitzer Kommando Habsheim abans de convertir-se finalment en la Jagdstaffel 15 el 28 de setembre de 1916. Seria sota l'últim nom d'aquesta unitat que Udet reclamaria 5 noves victòries, abans de ser transferit a la Jasta 37 al juny de 1917. La primera d'aquestes, el 12 d'octubre de 1916, fou dins del que cap, còmica. Udet forçà a un Breguet francès a aterrar sa i estalvi sobre territori alemany, aterrant ell mateix al costat per a prevenir que la tripulació de l'aparell francès el destruís. Però, les rodes que havien estat perforades durant el combat, li feren una mala passada, i l'aparell acabà cap per avall. Tant el vencedor com el vençut acabaren donant-se la mà al costat de l'únic dels dos aparells que restava funcional, el del vençut.
El gener de 1917, Udet fou encarregat com Leutnant der Reserve (tinent de reserva). En aquell mateix mes, la Jasta 15 es reequipà amb Albatros D.IIIs, nous caces recent fabricats amb dos metralladores Spandau sincronitzades amb les aspes del motor.
Fou durant el seu servei amb la Jasta 15 que Udet escriví sobre el seu combat amb Georges Guynemer, l'as d'asos francès del moment. Un combat de tu a tu a 5000 metres. Guynemer preferia caçar en solitari; era l'as d'asos francès del moment i un dels asos amb més victòries de la guerra, amb més de 30.
Udet el va veure venir i els dos van començar a fer cercles esperant l'inevitable començament. Estaven prou prop perquè Udet pogués llegir el "Vieux" del "Vieux Charles" del Spad S.VII de Guynemer. Els dos pilots provaren totes les maniobres acrobàtiques que coneixien, aconseguint el francès tocar amb una ràfega l'ala superior de l'aparell d'Udet. Udet l'evità i maniobrà per a avantatgar-se. Per un instant, Udet el tingué en el punt de mira, però les seves metralladores s'encallaren. Mentre pretenia seguir amb el dogfight, intentava desencallar-les. Guynemer, en veure els problemes del seu oponent, i estant amb superioritat, saludà amb la mà, i marxà. Udet va descriure la lluita: "Durant uns segons, em vaig oblidar que aquell home era Guynemer, el meu enemic. Era com si hagués estat entrenant amb un antic company sobre el nostre propi camp d'aviació.
Tots els pilots de la Jasta 15 foren abatuts excepte Udet i el seu comandant, Heinrich Gontermann. Gontermann es convertí en una persona trista, i sempre li deia a Udet, "les bales cauen de la mà de Déu ... tard o d'hora ens abatran a nosaltres també."
Udet demanà llavors de ser transferit a la Jasta 37. Gontermann va caure tres mesos més tard, en un accident en que l'ala del seu aparell es trencà. Va romandre en coma durant 24 hores, sense despertar. Més tard Udet comentà: "Fou una bona mort".
El 19 de juny, Udet fou transferit a la Jasta 37 prussiana.
A finals de novembre, Udet ja era un 'triple as' i Jastaführer. Modelà els seus atacs imitant aquell de Guynemer, apareixent des de més alçada i anant a buscar l'aparell de cua de les formacions abans que els altres s'adonessin que passava. El seu comandant a la Jasta 37, Kurt Grasshoff, testimoniant un d'aquests atacs, el seleccionà per a comandar l'esquadró quan Grasshoff fou transferit, tot i que Udet era més jove que la majoria de pilots. Aquesta promoció, el 7 de novembre de 1917, seguí amb la condecoració de la Royal House Order of Hohenzollern sis dies més tard.
Tot i semblar de naturalesa frívola, agaradar-li el beure fins tard i les dones, demostrà ser un comandant d'esquadró excel·lent. Dedicava moltes hores a entrenar als pilots recent arribats, amb especial èmfasi en la precisió del tir, ja que era essencial per a assolit l'èxit.

### Flying Circus
L'èxit d'Udet captà l'atenció gràcies a la seva habilitat, rebent una invitació per a formar part del Flying Circus, Jagdgeschwader 1, una unitat d'elit d'asos alemanys sota el comandament del famós Baró Roig, Manfred von Richthofen. Richthofen conduí durant tot un dia per acabar reunint-se amb Udet, mentre aquest intentava clavar la seva tenda de campanya sota la pluja a Flandes. Remarcant que Udet comptava amb 20 victòries, Richthofen digué: "Per a nosaltres sembles prou madur i preparat. T'agradaria?".
És clar que Udet voldria. Després de veure'l destruir un punt d'artilleria amb un atac frontal, Richthofen li conferí el comandament de la Jasta 11, l'esquadró que fins llavors von Richthofen havia comandat. Richthofen també havia comandat les Jasta 4, 6 i 10.
L'entusiasme d'Udet vers Richthofen era il·limitat. Richthofen exigia lleialtat i dedicació total dels seus pilots, traient-se de sobre ràpidament tot aquell que no ho complia. Al mateix temps, tractava tots els seus pilots amb tota consideració. Per exemple, quan tocava demanar provisions, negociava favors a canvi de fotos firmades d'ell "dedicades al meu apreciat company de lluita". Udet comentava que gràcies a aquestes imatges signades, "... les salsitxes i el pernil mai s'acabaven".
Una nit van convidar a un pilot anglès que havia estat capturat a sopar, tractant-lo com un invitat més. Qun aquest s'excusà per anar al bany, els alemanys van actuar intentant fer veure que no estaven vigilant que no intentés escapar. En tornar, l'anglès digué: "Mai podria perdonar-me decebre uns amfitrions com vosaltres". Tot i això, aquest pilot s'escaparia més tard d'una altra unitat.
Udet considerava a Richthofen científic en batalla i fred en els seus combats, descrivint els seus ulls blaus i el sol radiant en els seus cabells rossos. A Richthofen li agradava ametrallar a l'enemic en formació, amb les dues metralladores, abatent un gran nombre d'aparells. Va ser el primer a implementar la idea de la "base avançada". Mentre que l'enemic podia fer tres sortides al dia, Richthofen en podia fer 5cinc. En dogfights l'atac frontal era el seu preferit.
Richthofen fou abatut a l'abril de 1918, mentre Udet no era al front. Havia estat enviat a descansar a causa d'una dolorosa infecció d'orella, que havia evitat de tractar tant com havia pogut. Mentre estava a casa, tornà a relacionar-se amb la seva estimada de la infància, Eleanor "Lo" Zink. Tan bon punt va ser notificat que seria condecorat amb la Pour le Mérite, es preparà per a impressionar-la. Pintà el seu nom al lateral dels seus caces Albatros i Fokker D VII. A més a la cua d'aquest últim hi escriví el missatge "Du doch nicht" - "Clarament, tu no."
De von Richthofen, Udet en digué: "Fou l'home més senzill que mai hagi conegut. Prussià de cap a peus, i el millor dels soldats."
Udet retornà a la JG 1 en contra del recomanat pel doctor, i restà en aquesta unitat fins al final de la guerra, comandant la Jasta 4. Aconseguí 20 victòries només a l'agost, principalment contra pilots britànics. Udet esdevindria un heroi nacional gràcies a les seves 62 victòries confirmades. Tot i això, no tingué mai bona relació amb el successor de von Richthofen, Hermann Goering, i més tard, fins i tot posaria en dubte els èxits de Goering durant la guerra.
Udet fou un dels primers pilots a sobreviure gràcies a un paracaigudes. El 29 de juny de 1918, saltà després de xocar amb un Breguet francès. El seu arnès s'enganxà amb el timó necessitant trencar-lo per a alliberar-se'n. El paracaigudes no es va obrir fins que estava a uns 250 peus de terra (poc més de 80 metres), causant-li una lesió al turmell.
El 28 de setembre de 1918, Udet fou ferit a la cuixa, i encara s'estava recuperant d'aquesta ferida el dia de l'armistici, 11 de novembre de 1918, quan la guerrà acabà.

### Període d'entreguerres
Entre la Primera i la Segona Guerres Mundials, Udet fou inicialment conegut per la seva feina de pilot de proves i famós pel seu comportament d'home centre d'atenció de les mirades. Pilotà per al cinema i en exhibicions. Va aparèixer en tres pel·lícules amb Leni Riefenstahl: Die weiße Hölle vom Piz Palü (1929), Stürme über dem Montblanc (1930), i S.O.S. Eisberg (1933). Aquesta feina el dugué a Califòrnia. Al número d'octubre de 1933 de la revista New Movie Magazine hi apareix una foto de Carl Laemmle, Jr. en favor d'Udet a Hollywood. Laemmle era l'amo d'Universal Studios que havia fet S.O.S. Eisberg com a co-producció EUA-Alemanya. Udet fou invitat a les National Air Races de Cleveland (Ohio).
Es casà amb "Lo" el 25 de febrer de 1920; tot i això, el matrimoni durà menys de tres anys. Es divorciaren el 16 de febrer de 1923. Es diu que Udet havia tingut diverses amants. És cert que tenia nombroses qualitats, sabia fer malabars, dibuixar, i era l'ànima de la festa allà on anava.
L'aventura de la vida d'Udet continuà sense pauses després de la guerra. En tornar a casa, es va haver de defensar d'un comunista que li volia arrencar les medalles del pit. Udet i Ritter von Greim realitzaven dogfights d'exhibició per a l'organització per l'alliberament dels presoners de guerra a Bavària. Fou convidat a començar el primer servei internacional aeri entre Alemanya i Àustria, però després del primer vol la comissió aliada li confiscà l'aparell.
Aquests esforços però, van ser bona publicitat per a Udet. Un nord-americà, William Pohl de Milwaukee, li telefonà amb una oferta per a donar suport a una empresa de fabricació d'avions. Udet Flugzeug va néixer a Milbertshofen. La seva intenció era construir aparells petits de manera que hi hagués un gran públic que els pogués fer volar. Però aviat va tindre problemes amb la comissió aliada i la fàbrica va passar a ser una granja de pollastres i d'abelles per a fer mel.
El primer aparell de la companyia d'Udet fou el U2. Udet pilotà el segon model, el U4, a la carrera de la Copa Wilbur de Buenos Aires representant al Aero Club Aleman. Fou clarament superat, i el club va voler que comerciés amb tabac per a reemborsar les despeses ocasionades per la participació, però Udet ho refusà. Fou tret d'aquest embolic per l'amo de la companyia ferroviaria argentina, un home d'ascendència sueca anomenat Tornquist, pagà el compte.
El 1924, Udet abandonà Udet Flugzeug quan aquests decidiren crear un aparell de quatre motors, que era més gran i, per tant, no per al públic general. Ell i un altre company de la guerra, Angermund, començaren una empresa d'exhibició d'aparells a Alemanya, que fou exitosa, encara que Udet afirmés; "En aquests temps fins i tot això es fa pesat. ... Romanem aquí, al present, lluitant per guanyar-nos les vides. No sempre és fàcil. ... Els pensaments tornen al passat, als temps on lluitar per les nostres vides si que tenia sentit".
Udet i altres companys de guerra semblaven incombustibles. Ell i un amic, Suchocky, esdevingueren pilots d'una exedició de gravació a l'Àfrica. El càmara era un altre veterà de guerra, Schneeberger, a qui Udet anomenava "Flea", i el guia era Siedentopf, qui havia tingut una finca a l'Àfrica Oriental.
Udet descriví un incident a l'Àfrica, on diu els lleons saltaven per esgarrapar l'aparell quan volava a molt baixa alçada, un d'ells aconseguint esgarrapar una de les ales de l'aparell de Suchocky. L'expedició també s'aventurà al Figtree Hotel, construït per Lord Lovelace, i anaren de caça amb un americà anomenat Sullivan.

### Construint la Luftwaffe

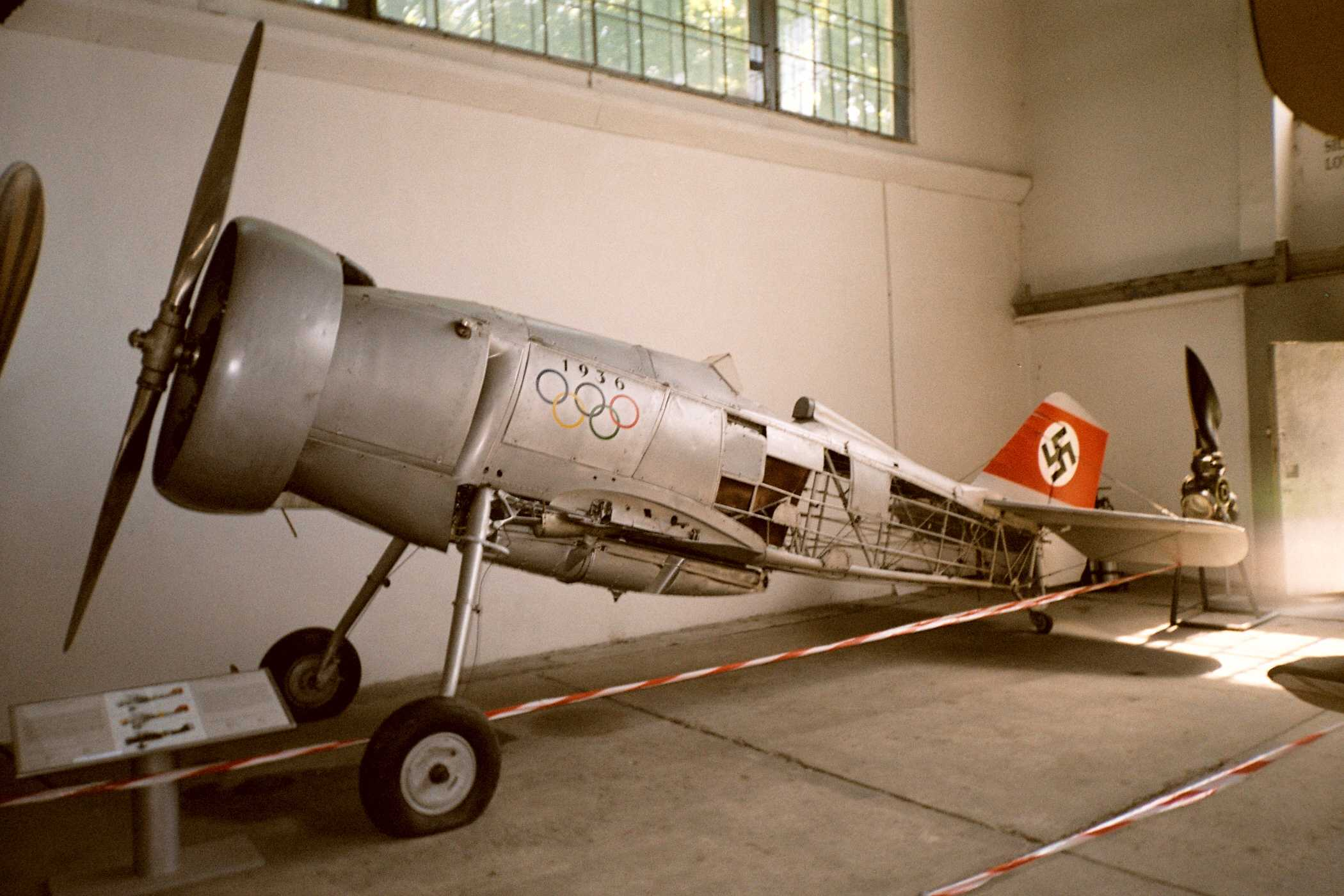
El Curtiss Hawk Export (D-IRIK) d'Udet exposat al Museu d'Aviació Polonès.

Tot i no estar interessat en la política, Udet entrà al Partit Nazi el 1933, quan Göring li va prometre que li compraria dos aparells estatunidencs, el Curtiss Hawk II biplà (la versióper exportacions del Goshawk Helldiver). Els avions foren utilitzats per a avaluar-los i posar-los a prova i tingueren una influència notable en la idea dels bombarders alemanys, com ara el Junkers Ju 87 (Stuka). També els van fer servir per a exhibicions durant les olimpíades d'estiu de 1936. Udet pilotà un d'aquests, que va sobreviure a la guerra i ara és exposat al Museu d'Aviació Polonès.
Després de les proves dels Ju 87 (Stuka), tot i que els Ju 87 havien estat qualificats d'excel·lents hi faltava poc perquè fossin finalment acceptats per a la producció, una ordre confidencial enviada el 9 de juny de 1936 pel Generalfeldmarschall Wolfram von Richthofen obligava a aturar el desenvolupament d'aquests. Això no obstant, Udet immediatament s'oposà a les ordres de von Richthofen i el desenvolupament dels Ju 87 tirà endavant.
Udet esdevingué un dels màxims defensors d'aquests bombarders, acreditant-se per haver-lo introduït a la Luftwaffe, que ja havia estat interessada en aquests aparells. El 1936, gràcies a les seves connexions polítiques, havia estat nomenat comandant de la T-Amt, la unitat de desenvolupament del ministeria de l'aire del Reich. Tot i això, no tenia cap interès en aquesta feina, especialment de la burocràcia que comportava, i les pressions li reportaren una addicció a l'acohol (brandy i conyac).
El gener de 1939, Udet visità el Nord d'Àfrica italià (Africa Settentrionale Italiana, o ASI), on acompanyà al Mariscal italià Italo Balbo en un vol. A principis de 1939, hi havia diversos signes de cooperació entre els militars alemanys i italians. Al febrer de 1939, Udet esdevingué Generalluftzeugmeister (el director general d'equipament de la Luftwaffe).
Amb l'esclat de la Segona Guerra Mundial, els seus conflictes interns es feren més intensos. La producció d'aparells requerida era molt superior a la que la indústria alemanya podia proporcionar, amb accés il·limiat a materials preciats com ara l'alumini. Göring responia a aquest problema simplement mentint, cosa que enfadà encara més a Udet. Després de la derrota de la Luftwaffe a la batalla d'Anglaterra, Göring intentà evadir-se de la ira de Hitler culpant a Udet. L'Operació Barbarossa de Hitler, que pretenia atacar a la Unió Soviètica conduí a Udet a la desesperació.

## Suïcidi

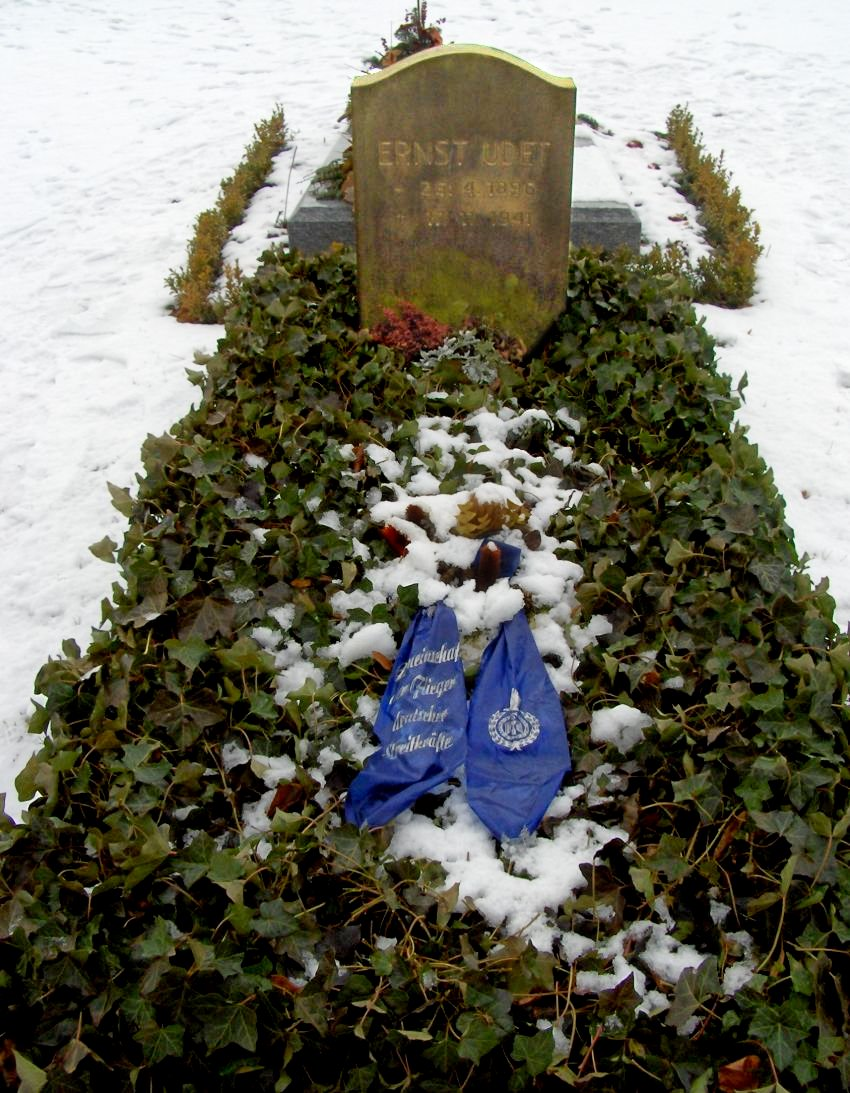
Tomba d'Ernst Udet al Cementiri d'Invalidenfriedhof, Berlín

El 17 de novembre de 1941, Udet se suïcidà, disparant-se un tret al cap mentre parlava pel telèfon amb la seva nòvia. Les evidències indiquen que la seva mala relació amb Göring, Erhard Milch i el Partit Nazi en general fou la causa de la seva depressió mental.
Tal com diu la biografia d'Udet, The Fall of an Eagle (La caiguda d'una àguila), va escriure una nota suicida en llapis vermell que incluia: "Ingelein, perquè m'has deixat?" i "Iron One, ets el responsable de la meva mort." "Ingelein" es referia a la seva nòvia, Inge Bleyle, i "Iron One" a Hermann Göring. El llibre The Luftwaffe War Diaries explica quelcom similar, que Udet havia escrit: "Reichsmarschall, perquè m'has abandonat?" en vermell al capçal del seu llit.
És possible que un afer que Udet havia tingut amb una agent soviètica, Martha Dodd durant els anys 30 hagués tingut importància en aquests fets. Arxius fets públics als 90 confirmaren aquesta teoria, al demostrar que hi havia hagut connexions amb els moviments de Dodd.
El suïcidi d'Udet fou amagat al públic, i en el seu funeral fou tractat com un heroi que havia perdut la seva vida mentre provava una nova arma. De camí per atendre el funeral d'Udet, l'as de la Segona Guerra Mundial Werner Mölders morí en un accident d'aviació. Udet fou enterrat al Cementiri d'Invalidenfriedhof, situat a Berlín. Mölders fou enterrat al costat del mateix Udet i Manfred von Richthofen.